# Turbo Pascal
Turbo Pascal是Borland公司一个很有代表性的软件开发产品。从语言角度说Turbo Pascal是Pascal语言的一个扩展。它扩展了标准Pascal的功能特性。在语法上，Turbo Pascal吸取了其他语言如C等的特性，简化了标准Pascal的语法；在功能上，Turbo Pascal提供了包括屏幕控制、图形处理、系统调用等有用的函数库（Turbo Pascal中称为单元）。
Turbo Pascal包括CP/M、MS-DOS、Windows等不同操作系统上的版本。

## 简介
1983年11月20日，Borland公司发布了Turbo Pascal的第一个版本。该版本的编译器核心部分由安德斯·海尔斯伯格授权给Borland公司。同时，安德斯·海尔斯伯格也作为雇员加入了Borland公司，并且是后来所有Turbo Pascal版本与Delphi前3个版本的架构师。在第一个版本的Turbo Pascal中，Borland公司的创始人菲利普·卡恩为该版本的Turbo Pascal添加了用户界面与编辑器。第一版本Turbo Pascal是个人电脑上编译器发展的一个里程碑。
1986年9月17日 Turbo Pascal version 3.02 发布。1989年5月2日发布的Turbo Pascal 5.5版是重要的版本，从这一版本起，Borland公司把面向对象程序设计（OOP）引入Pascal语言，这就是大家所知道的Object Pascal的开端。
Turbo Pascal 6.0推出用OOP思想封装的DOS应用程序框架（Framework），叫做TurboVision，这个版本的IDE据信即是使用该Framework开发的。
Turbo Pascal最后一个版本叫做Borland Pascal 7，包含增强的DOS IDE和编译器，可以创建DOS和Windows3.x程序，后来为Delphi1.0代替。

## 语法
- Pascal不是大小写敏感的。
- 历史上，Pascal注释包围在{成对的花括号内}或(*左圆括号/星号和星号/右圆括号之内*)，并可以延展任意多行。后期版本的Borland Pascal也支持C++风格的注释//前导着两个斜线，它完结于行结束。
- 语句case的语法比标准Pascal更灵活。
- 集合可以有直到256（28）个成员。
- 支持标准Pascal的前导着长度字节的String，并采用固定数量的存储；后期版本增加了更加灵活的null终结类型，并把老式类型叫做short string。以非标准方式处理字符串的老式的源代码（比如直接操纵长度字节来截断字符串：S[0]:=14），必须要么将其字符串声明为short string，要么重写。

## 例子
下面是Hello world程序的Turbo Pascal版本：
```
program
 
HelloWorld
;

begin

  
WriteLn
(
'Hello World'
)

end
.

```

提问一个名字并写回屏幕一百次：
```
program
 
WriteName
;

var

  
i
    
:
 
Integer
;
        
{用于循环的变量}

  
Name
 
:
 
String
;
         
{声明变量Name为字符串}

begin

  
Write
(
'Please tell me your name: '
)
;

  
ReadLn
(
Name
)
;
          
{ReadLn返回用户录入的字符串}

  
for
 
i
 
:=
 
1
 
to
 
100
 
do

  
begin

    
WriteLn
(
'Hello '
,
 
Name
)

  
end
;

  
readln
;

end
.

```